# Goran Antić
Goran Antić (Aarau, 4 luglio 1985) è un calciatore svizzero, attaccante del Suhr.